# Batuń (wieś)
Batuń (biał. Батунь; ros. Батунь) – wieś na Białorusi, w obwodzie mohylewskim, w rejonie mohylewskim, w sielsowiecie Zawadskaja Słabada.
Wieś ekonomii mohylewskiej w drugiej połowie XVII wieku. 
W XIX w. wieś i majątek ziemski. Do 1917 położony był w Rosji, w guberni mohylewskiej, w powiecie bychowskim. Następnie w granicach Związku Sowieckiego. Od 1991 w niepodległej Białorusi.